# Sideridis albicolon
Sideridis turbida là một loài bướm đêm trong họ Noctuidae.

## Hình ảnh

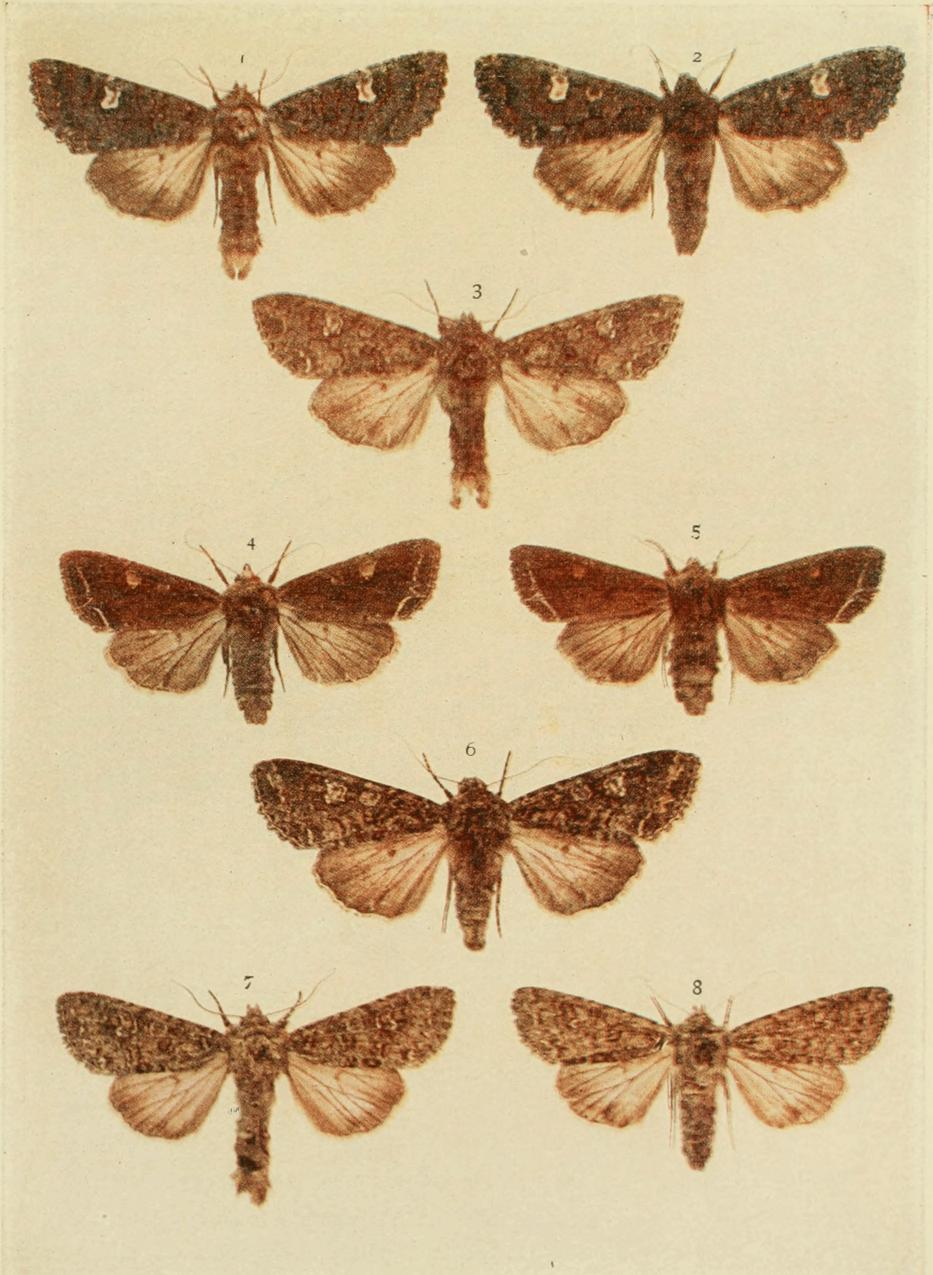